# Boullarre
Boullarre – miejscowość i gmina we Francji, w regionie Hauts-de-France, w departamencie Oise.
Według danych na rok 1990 gminę zamieszkiwały 222 osoby, a gęstość zaludnienia wynosiła 29 osób/km² (wśród 2293 gmin Pikardii Boullarre plasuje się na 776. miejscu pod względem liczby ludności, natomiast pod względem powierzchni na miejscu 634.).